# Acacia webbii
Acacia webbii är en ärtväxtart som beskrevs av Leslie Pedley. Acacia webbii ingår i släktet akacior, och familjen ärtväxter. Inga underarter finns listade i Catalogue of Life.